# Стрижавка (село)
Стри́жавка — село в Україні, у Білоцерківському районі Київської області, у складі Ставищенської селищної громади. Розташоване на лівому березі річки Торц (притоки Росі) за 17 км на захід від селища Ставище. Населення становить 560 осіб.

## Галерея

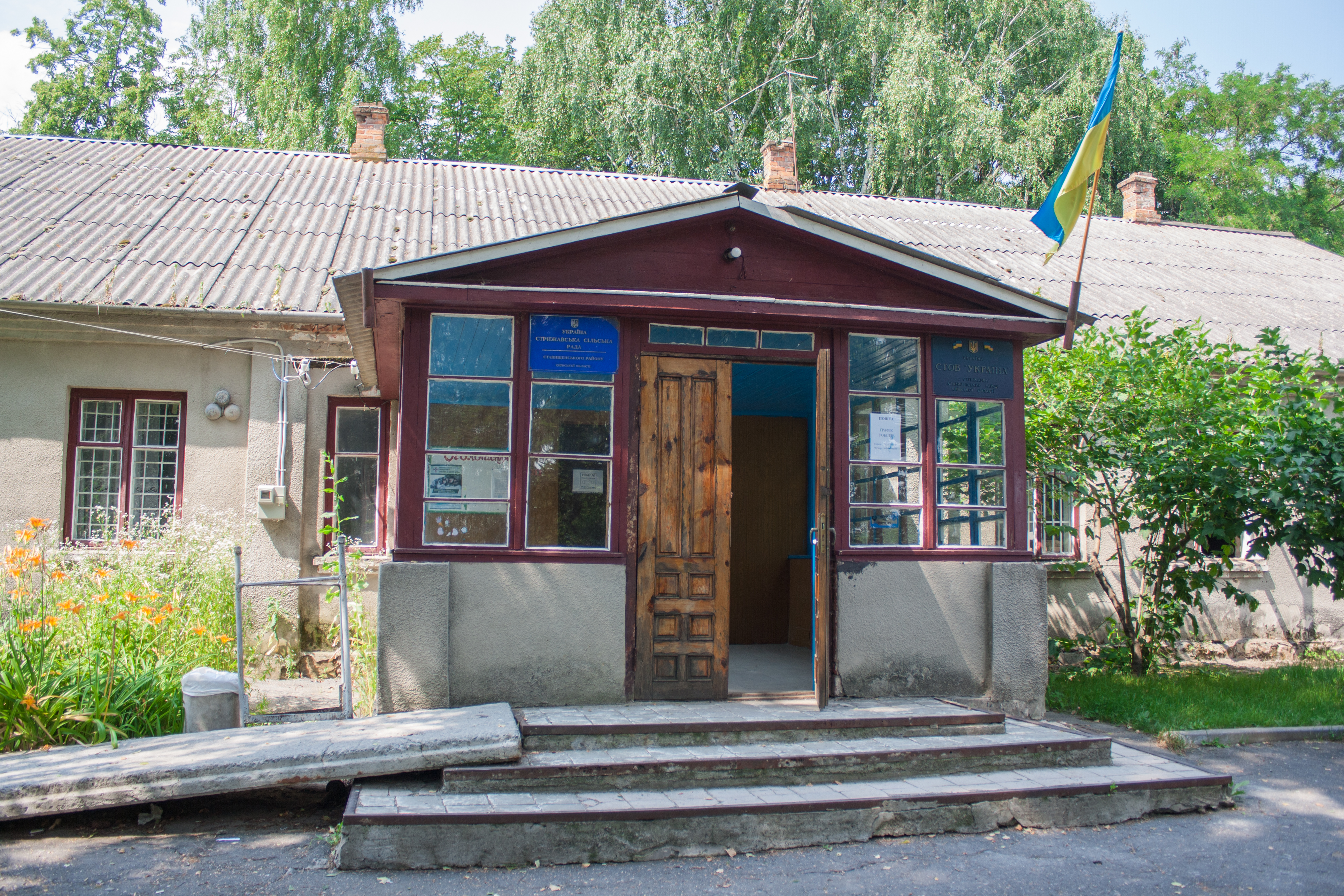
Сільська рада
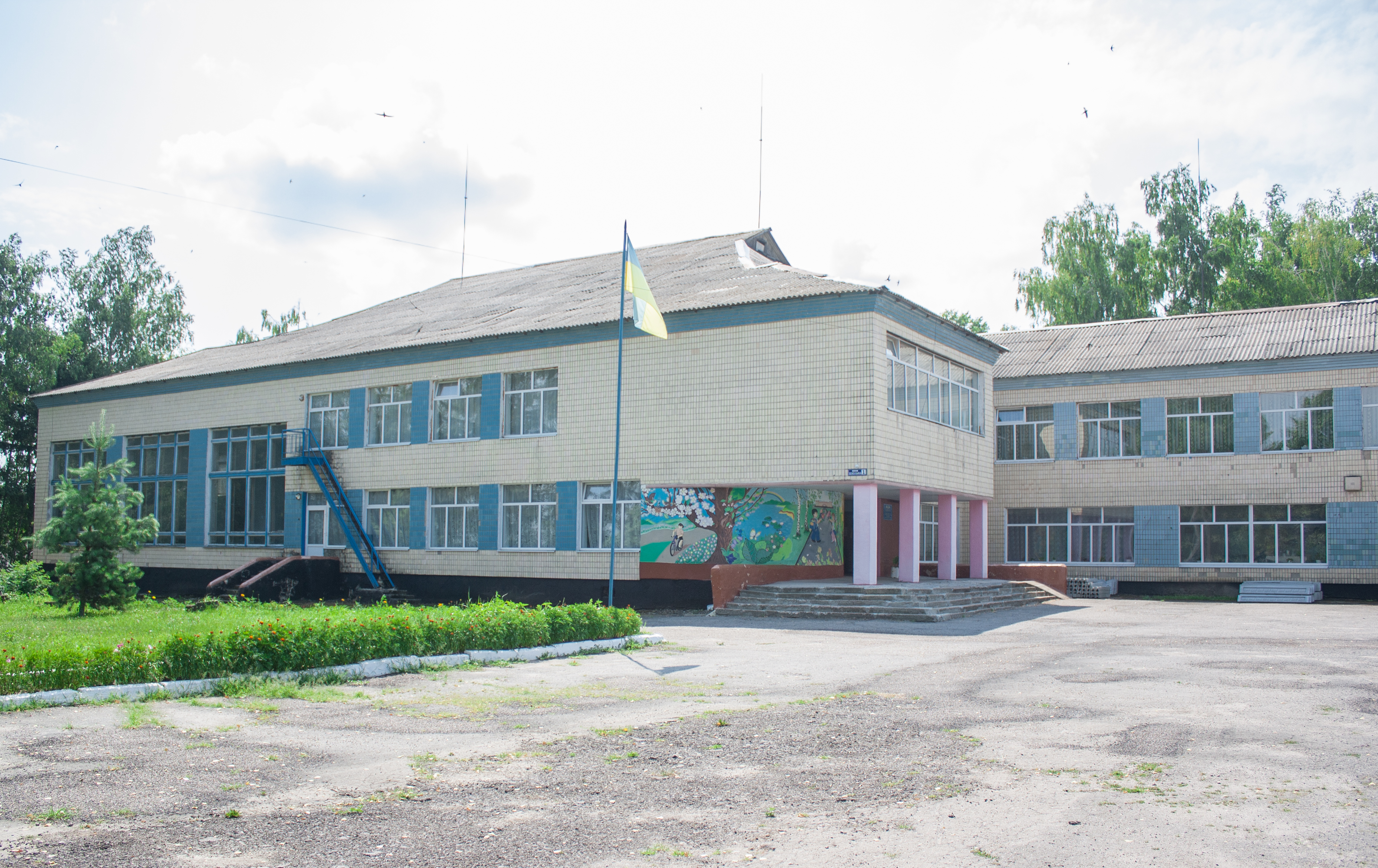
Школа
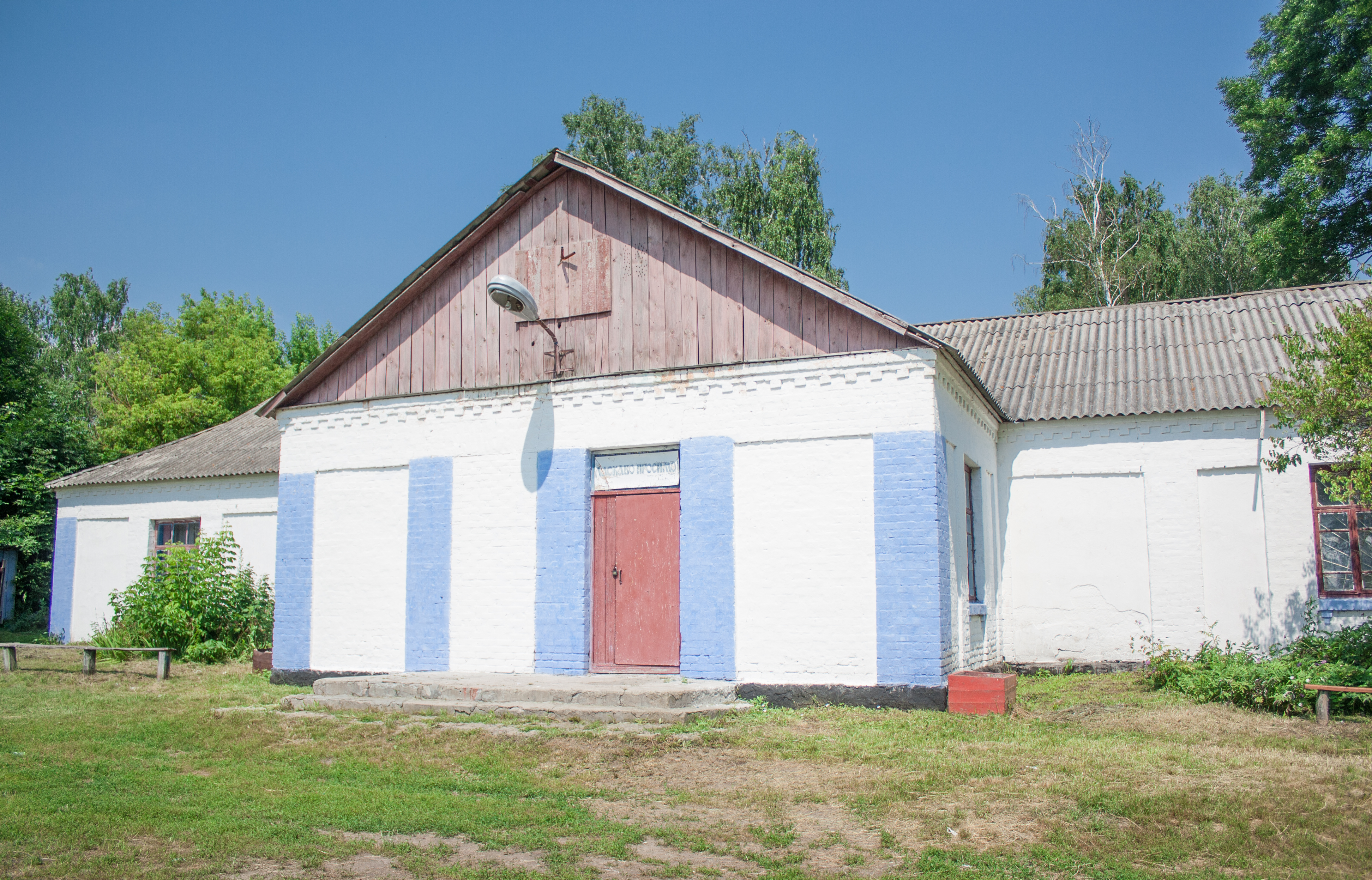
Будинок культури
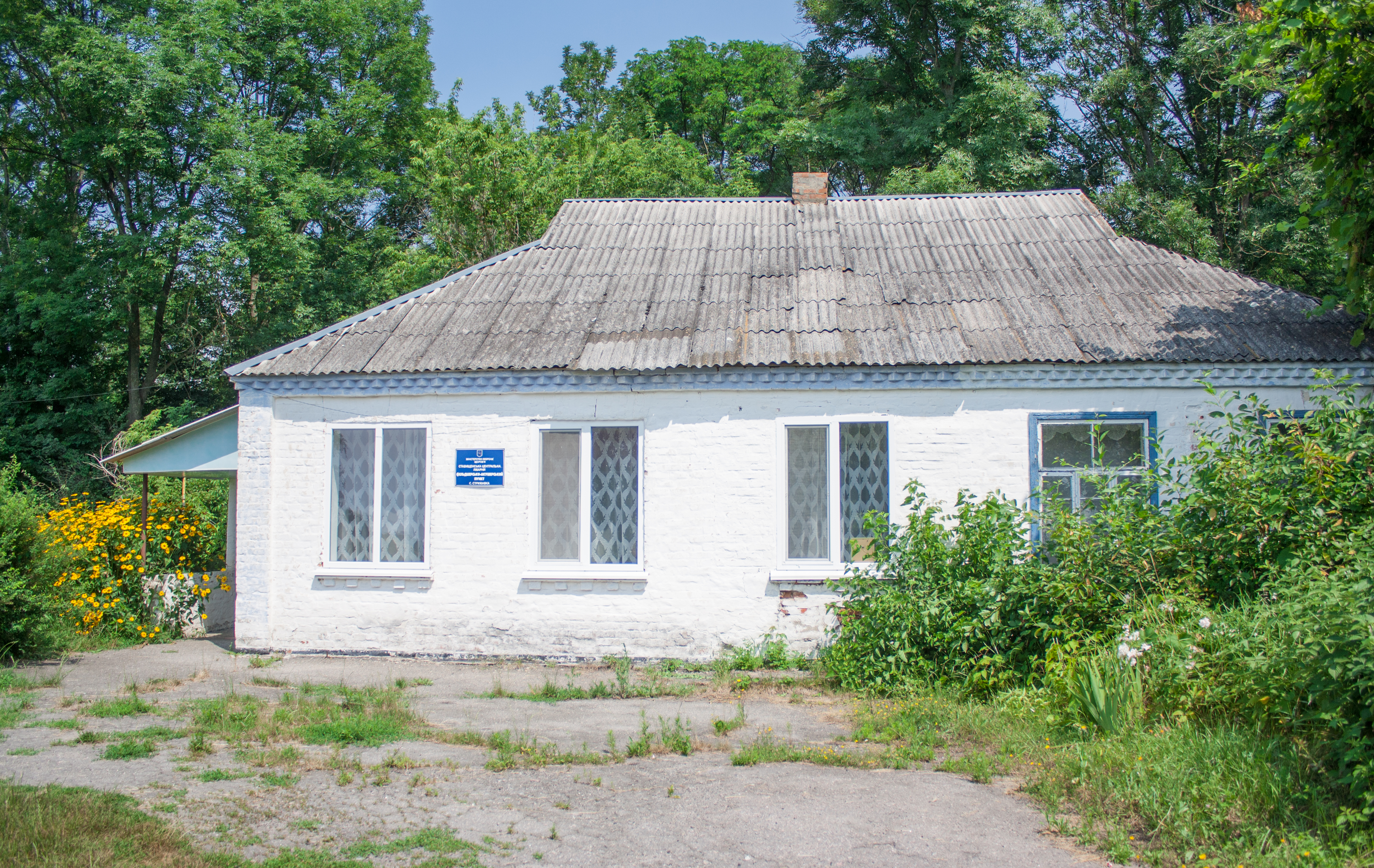
ФАП
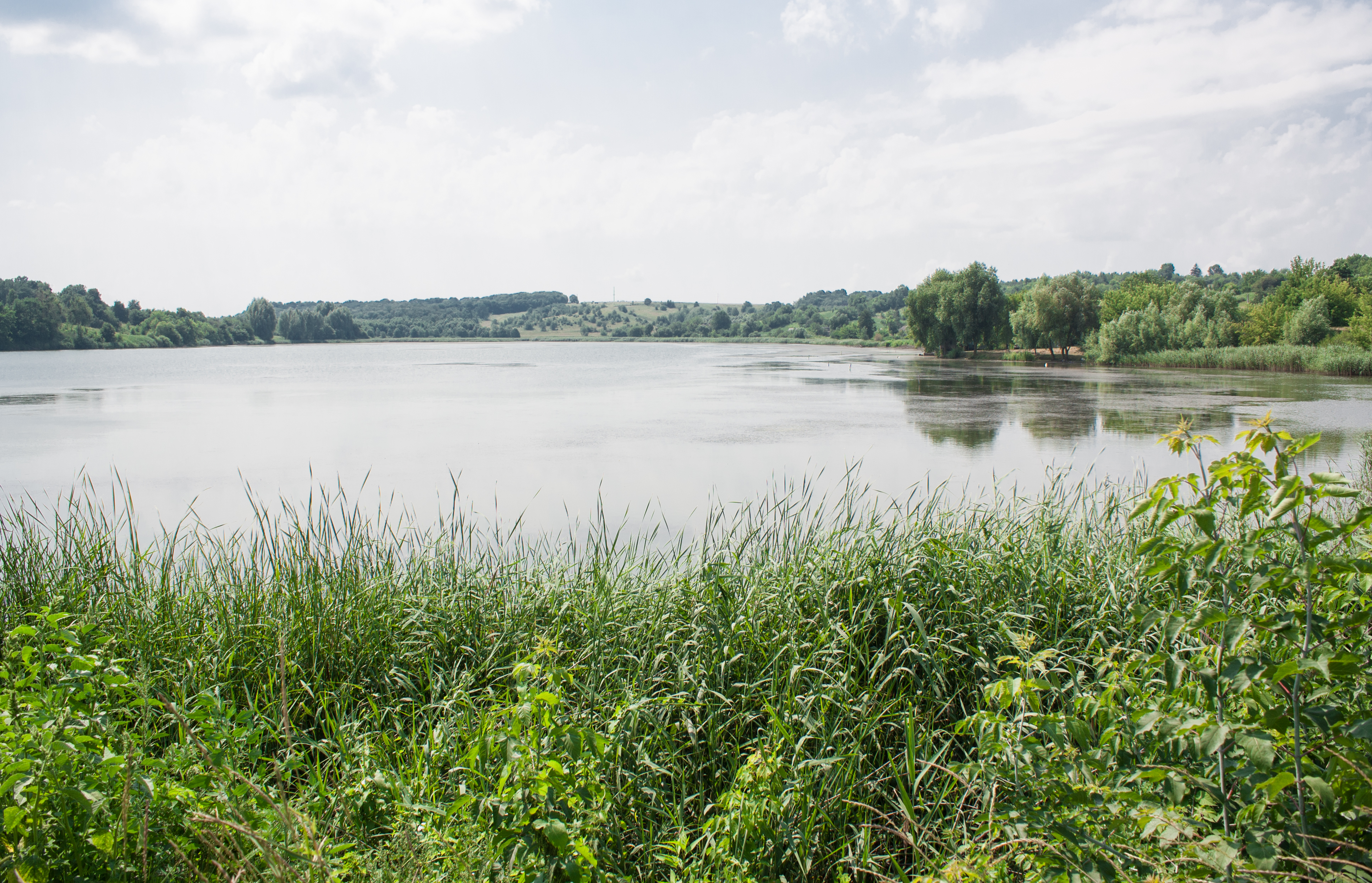
Ставок на річці Торц
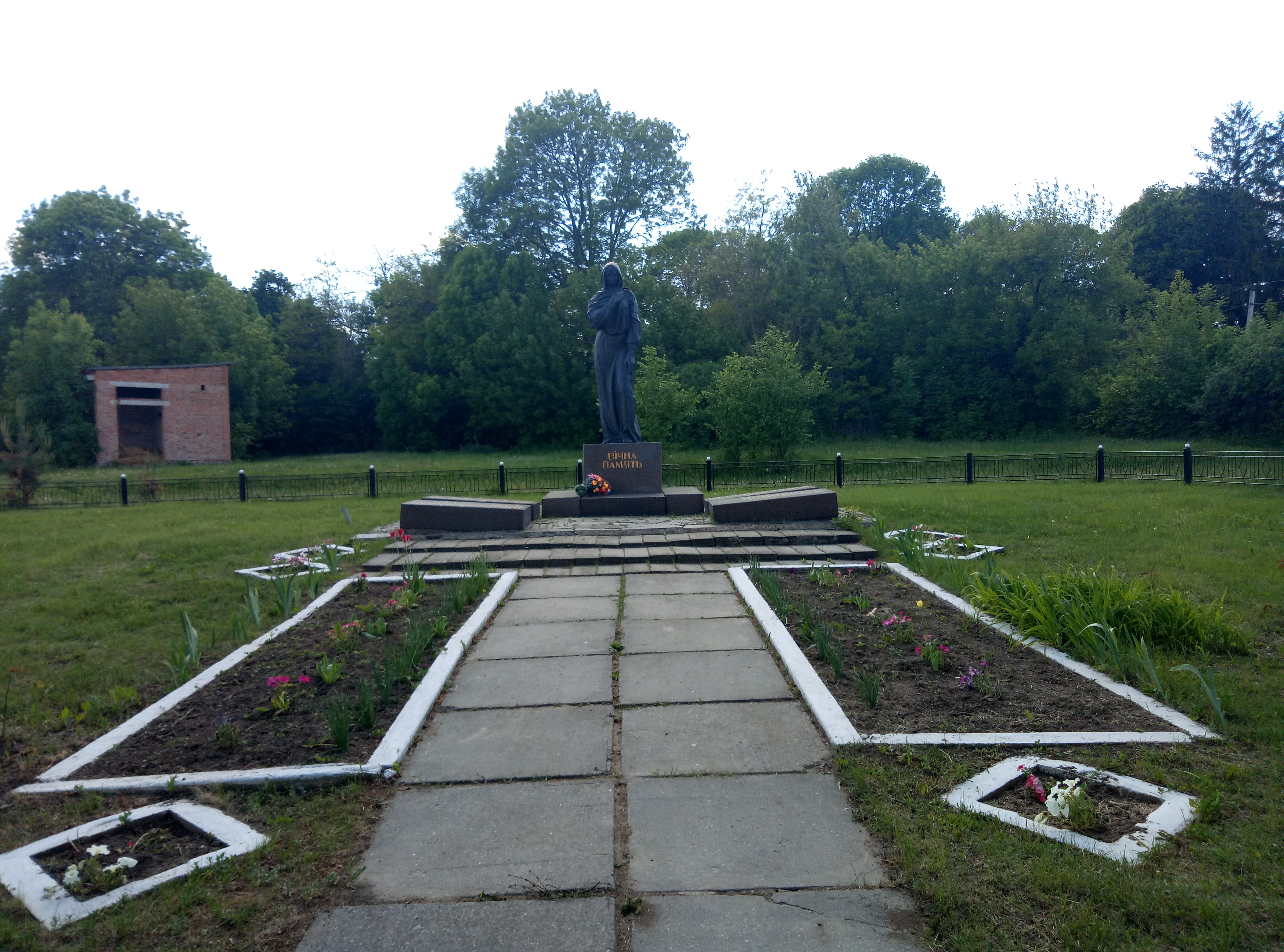
Пам'ятник воїнам-односельцям

## Історія
Свідченням існування стоянки первісних людей, яка знаходилась на західній околиці села, на полі, що межує з селом Молочне (Тетіївський район) є виорані кам'яні сокири. За характером обробки каменю, просвердленим кісткою отвором для держаків на ретельно відшліфованій поверхні можна з певністю говорити, що це була стоянка часів неоліту. За археологічною хронологією це 10-3 тис. років до н. е.

Стрижавка вперше згадується в історичній літературі в ХІІІ ст.(джерело?) Під час татарських набігів село було спалене і зруйноване, але з часом відродилося. За переказами назва села походить від прізвища братів Стрижаків, по іншій версії — від козака по імені Стриж, який оселився на нинішніх левадах на південній околиці села на початку XVII ст. Балка захищена від вітрів, поросла лісками, а в ті далекі часи густий ліс був хорошим місцем для проживання, приховувалося житло від людоловів, яким був наповнений край в ті часи.
Можна, також з упевненістю сказати що жителі села брали участь у визвольній війні 1648—1657 р.р. та у повстанні «Коліївщина»; про яке є письмове підтвердження. Нині місцеві люди під час обробітку присадибних ділянок находять козацькі люльки та інші речі тих років.
Опис села ХІХ століття зустрічаємо в Похилевича: «село при речке Торчь, вь 6-ти верстахъ от Пятигорь и в 3-х от села Торчицы; окружена лесами и разбросана по горамъ, покрытымь садами и огородами. Принадлежить кь именіямь г. Липковскаго (см. Пятигоры). Жителей обоего пола 1060; земли 2492 десятины. Заводы: кирпичный, винокуренный и сахарный. Вь прошлом веке Стрыжавка, еще не значительная деревня в лесахь, принадлежала кь Тетіевщине. Оть графа Островскаго она поступила кь Іоанну Закревскому (Ян-Непомуцен) и сыну его Юрію, потомь сестре сего, по мужу Ледуховской (Марія-Розалія (Maria Rozalia Zakrzewska h. Jastrzębiec), уроджена Закревська (1799 Тетирів -1863 Париж, монашка від 1859 року), дружина Юзефа-Захаріяша Лєдуховського), которая вь 1846 году продала Стрыжавку Генриху Осиповичу Липковскому; но 888 десятинь пріобретены крестьянами, по выкупному договору за 42,357 рублей.
Церковь Михайловская, деревяная, 5-го класса; земли емееть 42 десятины сь хутором. Неизвестно кем построена.
Кь Стрижавскому приходу причислена вь недавнее время деревня Плютенцы, лежащая при самомь селе Торчице и имеющая 220 душь жетелей обоего пола и 400 десятинь земли. Принадлежить Владиславу Діателовичу..»
8.06.1918 у селі Стрижавка почали концентруватися невеликі антиукраїнські загони, до яких прибували групи озброєних селян із сіл Янишівка, Логвин, Пархомівка, Жашків, Гостра Могила, П'ятигори, Плоске та інших для участі у повстанні проти української гетьманської влади та німецьких військ.
При радянській владі село центр сільської ради. Населення — 920 чоловік. Сільраді підпорядковані села Веселе, Григорівська Слобода, Сухий Яр, Червоне.
У Стрижавці міститься колгосп «Шлях до комунізму», земельний фонд якого 1783 га, в тому числі Орної землі — 1457 га. Напрям господарства — зерново-тваринницький, розвинуте городництво та баштаництво. Голову колгоспу О. Є. Горобцянагороджено орденом Жовтневої Революції.
У Стрижавці є восьмирічна школа, клуб, бібліотека.
За мужність і відвагу, виявлені на фронтах Другої світової війни, 85 жителів села нагороджені орденами і медалями. На околиці села діяв партизанський загін під командуванням Барашкова.

## Населення

### Мова
Розподіл населення за рідною мовою за даними перепису 2001 року:
| Мова       | Відсоток |
| ---------- | -------- |
| українська | 98,66%   |
| російська  | 1,34%    |